# Мишковка (Брянская область)
Мишковка — село в Стародубском муниципальном округе Брянской области.

## География
Находится в южной части Брянской области на расстоянии приблизительно 12 км по прямой на юго-восток от районного центра города Стародуб.

## История
Упоминается с 1660-х годов как село. Местная Покровская церковь была известна с 1689 года (деревянная, не сохранилась). До 1730-х годов владение Стародубского магистрата. В XVII—XVIII веках входило во 2-ю полковую сотню Стародубского полка; с 1782 по 1929 года в Стародубского уезде. По итогам переписи 1723 г. здесь насчитывалось 77 казацких дворов, что более чем в 2 раза превышало количество дворов посполитых. К 1782 году численность казаков уменьшилась до 57 дворов, а к 1811 — до 34. В середине XX века работали колхозы «Красный пахарь», «Красная площадь», «Гроза», им. Будённого. В 1859 году здесь (село Стародубского уезда Черниговской губернии) было учтено 47 дворов, в 1892—273. До 2019 года входило в состав Мишковского сельского поселения как его административный центр, с 2019 по 2020 год в состав Десятуховского сельского поселения Стародубского района до их упразднения.

## Население
Численность населения: 1095 человек (1859 год), 1603 (1892), 646 человек в 2002 году (русские 97 %), 609 в 2010.